# 源姓
源姓是一个中國罕见的漢姓。目前，廣東省鶴山市龍口鎮霄鄉村居住著源姓約一千多人，世界各地還有20000多人。據考證，源姓始於北魏秃髮氏，是鲜卑的後裔。
秃髮破羌降北魏，北魏明元帝（一说系北魏文成帝）因秃髮、拓跋同源，故賜姓为“源”，是為源贺。
據考證，《魏書》、《北齊書》、《隋書》、《新唐書》、《舊唐書》中所記源氏族人，即為鶴山源氏祖先。
鲜卑族虽已消亡，但源氏族人经历的历史沧桑，见证了一个北方民族汉化融合的过程，宣統退位以來，許多族人再一次改為原姓。

## 源氏大宗族譜
1997年，源氏找到了散失多年的《源氏大宗族譜》。從中查知“源族受姓始於北魏……”進一步證實了霄鄉源氏確為鮮卑後裔。

## 歷代人物
- 源賀（北魏）
- 源乾曜（唐朝）
- 源吉林（清朝）：广东甘和茶（盒仔茶）发明人。

## 外部連結
[在维基数据编辑]
 《欽定古今圖書集成·明倫彙編·氏族典·源姓部》，出自陈梦雷《古今圖書集成》

1. ↑  《魏书》卷四十一·源贺传